# Bener Meriah (plaats)
Bener Meriah is een bestuurslaag in het regentschap Bener Meriah van de provincie Atjeh, Indonesië. Bener Meriah telt 206 inwoners (volkstelling 2010).